# Programul Campionatului European de Fotbal 2012
Programul Campionatului European de Fotbal 2012 a fost aprobat de UEFA la o întâlnire care a avut loc pe 4 octombrie 2010 în Minsk, Belarus.
Toate orele sunt în UTC+3 (Ora de vară a Europei de Est). Polonia este cu o oră în urmă pe fusul UTC+2 (Ora de vară a Europei Centrale), deci orele locale ale meciurilor sunt 18:00 și 20:45 (orele marcate cu asterisc). 
| Data               | Ora                   | Meciul                | Stadion                      | Stagiu                  | Echipa 1                | Rezultat                | Echipa 2                |
| ------------------ | --------------------- | --------------------- | ---------------------------- | ----------------------- | ----------------------- | ----------------------- | ----------------------- |
| Vineri, 8 iunie    | *18:30                |                       | Stadionul Național, Varșovia | Ceremonia de deschidere | Ceremonia de deschidere | Ceremonia de deschidere | Ceremonia de deschidere |
| Vineri, 8 iunie    | *19:00                | 1                     | Stadionul Național, Varșovia | Grupa A                 | Polonia                 | 1 – 1                   | Grecia                  |
| Vineri, 8 iunie    | *21:45                | 2                     | Stadionul Municipal, Wrocław | Grupa A                 | Rusia                   | 4 – 1                   | Cehia                   |
| Sâmbătă, 9 iunie   | 19:00                 | 3                     | Stadionul Metalist, Kharkiv  | Grupa B                 | Țările de Jos           | 0 – 1                   | Danemarca               |
| Sâmbătă, 9 iunie   | 21:45                 | 4                     | Arena Liov, Liov             | Grupa B                 | Germania                | 1 – 0                   | Portugalia              |
| Duminică, 10 iunie | *19:00                | 5                     | PGE Arena, Gdańsk            | Grupa C                 | Spania                  | 1 – 1                   | Italia                  |
| Duminică, 10 iunie | *21:45                | 6                     | Stadionul Municipal, Poznań  | Grupa C                 | Republica Irlanda       | 1 – 3                   | Croația                 |
| Luni, 11 iunie     | 19:00                 | 7                     | Donbass Arena, Donețk        | Grupa D                 | Franța                  | 1 – 1                   | Anglia                  |
| Luni, 11 iunie     | 21:45                 | 8                     | Stadionul Olimpic, Kiev      | Grupa D                 | Ucraina                 | 2 – 1                   | Suedia                  |
| Marți, 12 iunie    | *19:00                | 9                     | Stadionul Municipal, Wrocław | Grupa A                 | Grecia                  | 1 – 2                   | Cehia                   |
| Marți, 12 iunie    | *21:45                | 10                    | Stadionul Național, Varșovia | Grupa A                 | Polonia                 | 1 – 1                   | Rusia                   |
| Miercuri, 13 iunie | 19:00                 | 11                    | Arena Liov, Liov             | Grupa B                 | Danemarca               | 2 – 3                   | Portugalia              |
| Miercuri, 13 iunie | 21:45                 | 12                    | Stadionul Metalist, Kharkiv  | Grupa B                 | Țările de Jos           | 1 – 2                   | Germania                |
| Joi, 14 iunie      | *19:00                | 13                    | Stadionul Municipal, Poznań  | Grupa C                 | Italia                  | 1 – 1                   | Croația                 |
| Joi, 14 iunie      | *21:45                | 14                    | PGE Arena, Gdańsk            | Grupa C                 | Spania                  | 4 – 0                   | Republica Irlanda       |
| Vineri, 15 iunie   | 19:00                 | 16                    | Donbass Arena, Donețk        | Grupa D                 | Ucraina                 | 0 – 2                   | Franța                  |
| Vineri, 15 iunie   | 21:45                 | 15                    | Stadionul Olimpic, Kiev      | Grupa D                 | Suedia                  | 2 – 3                   | Anglia                  |
| Sâmbătă, 16 iunie  | *21:45                | 17                    | Stadionul Municipal, Wrocław | Grupa A                 | Cehia                   | 1 – 0                   | Polonia                 |
| Sâmbătă, 16 iunie  | *21:45                | 18                    | Stadionul Național, Varșovia | Grupa A                 | Grecia                  | 1 – 0                   | Rusia                   |
| Duminică, 17 iunie | 21:45                 | 19                    | Stadionul Metalist, Kharkiv  | Grupa B                 | Portugalia              | 2 – 1                   | Țările de Jos           |
| Duminică, 17 iunie | 21:45                 | 20                    | Arena Liov, Liov             | Grupa B                 | Danemarca               | 1 – 2                   | Germania                |
| Luni, 18 iunie     | *21:45                | 21                    | PGE Arena, Gdańsk            | Grupa C                 | Croația                 | 0 – 1                   | Spania                  |
| Luni, 18 iunie     | *21:45                | 22                    | Stadionul Municipal, Poznań  | Grupa C                 | Italia                  | 2 – 0                   | Republica Irlanda       |
| Marți, 19 iunie    | 21:45                 | 23                    | Donbass Arena, Donețk        | Grupa D                 | Anglia                  | 1 – 0                   | Ucraina                 |
| Marți, 19 iunie    | 21:45                 | 24                    | Stadionul Olimpic, Kiev      | Grupa D                 | Suedia                  | 2 – 0                   | Franța                  |
| Miercuri, 20 iunie | Niciun meci programat | Niciun meci programat | Niciun meci programat        | Niciun meci programat   | Niciun meci programat   | Niciun meci programat   | Niciun meci programat   |
| Joi, 21 iunie      | *21:45                | 25                    | Stadionul Național, Varșovia | Sferturi de finală      | Cehia                   | 0 – 1                   | Portugalia              |
| Vineri, 22 iunie   | *21:45                | 26                    | PGE Arena, Gdańsk            | Sferturi de finală      | Germania                | 4 – 2                   | Grecia                  |
| Sâmbătă, 23 iunie  | 21:45                 | 27                    | Donbass Arena, Donețk        | Sferturi de finală      | Spania                  | 2 – 0                   | Franța                  |
| Duminică, 24 iunie | 21:45                 | 28                    | Stadionul Olimpic, Kiev      | Sferturi de finală      | Anglia                  | 0 – 0 (2 – 4) pen.      | Italia                  |
| Luni, 25 iunie     | Niciun meci programat | Niciun meci programat | Niciun meci programat        | Niciun meci programat   | Niciun meci programat   | Niciun meci programat   | Niciun meci programat   |
| Marți, 26 iunie    | Niciun meci programat | Niciun meci programat | Niciun meci programat        | Niciun meci programat   | Niciun meci programat   | Niciun meci programat   | Niciun meci programat   |
| Miercuri, 27 iunie | 21:45                 | 29                    | Donbass Arena, Donețk        | Semifinale              | Portugalia              | 0 – 0 (2 – 4) pen.      | Spania                  |
| Joi, 28 iunie      | *21:45                | 30                    | Stadionul Național, Varșovia | Semifinale              | Germania                | 1 – 2                   | Italia                  |
| Vineri, 29 iunie   | Niciun meci programat | Niciun meci programat | Niciun meci programat        | Niciun meci programat   | Niciun meci programat   | Niciun meci programat   | Niciun meci programat   |
| Sâmbătă, 30 iunie  | Niciun meci programat | Niciun meci programat | Niciun meci programat        | Niciun meci programat   | Niciun meci programat   | Niciun meci programat   | Niciun meci programat   |
| Duminică, 1 iulie  | 21:00                 |                       | Stadionul Olimpic, Kiev      | Ceremonia de închidere  | Ceremonia de închidere  | Ceremonia de închidere  | Ceremonia de închidere  |
| Duminică, 1 iulie  | 21:45                 | 31                    | Stadionul Olimpic, Kiev      | Finala                  | Spania                  | 4 – 0                   | Italia                  |